# اوروس ویکو
 اوروس ویکو (ایتالیایی: Uros Vico؛ زادهٔ ۱۹ فوریهٔ ۱۹۸۱) یک تنیس‌باز اهل ایتالیا است.